# Sekundär biliäre Zirrhose
Eine sekundär biliäre Zirrhose ist eine Erkrankung der Leber, bei der es durch den chronischen Rückstau von Galle in der Leber zu einer Schädigung der Leberzellen mit Ausbildung einer Leberzirrhose kommt.
Im Gegensatz zur primär biliären Zirrhose ist die sekundär biliäre Zirrhose jedoch kein eigenständiges, homogenes Krankheitsbild, sondern vielmehr der Folgezustand einer anderen ursächlichen Erkrankung. 

## Ursachen
Ursachen für den chronischen Rückstau der Galle können eine chronische Cholangitis, Strikturen der Gallengänge, chronische Choledocholithiasis, angeborene Gallenwegsanomalien; Mukoviszidose oder das Alagille-Syndrom (arteriohepatische Dysplasie) sein.

## Therapie
Zur Vermeidung oder Therapie einer sekundär biliären Zirrhose muss der ungehinderte Galle-Abfluss von der Leber in die Gallenwege und letztlich in das Verdauungssystem wiederhergestellt werden. Dies kann je nach Ursache für den Gallerückstau z. B. durch Stenteinlage in einen Gallengang erfolgen oder z. B. durch die Entfernung eines Gallensteins, der in einem Gallengang eingeklemmt ist.